# چینچیروسا
چینچیروسا (به اسپانیایی: Chinchirusa) یک کوه در پرو است که در منطقه خونین و منطقه لیما واقع شده‌است. چینچیروسا ۵٬۰۰۰ متر بالاتر از سطح دریا واقع شده‌است.